# 柏ひき逃げ強盗殺人事件
柏ひき逃げ強盗殺人事件（かしわひきにげごうとうさつじんじけん）とは、2013年（平成25年）2月22日に日本の千葉県柏市豊四季で発生した強盗殺人事件。裁判員裁判で強盗殺人罪に関して無罪とした判決が破棄差し戻しとなり、差し戻し審で強盗殺人罪の成立を認めた結果、無期懲役の判決が確定したという異例の経過をたどった。

## 事件の概要
2013年（平成25年）2月22日、千葉県柏市豊四季のアパート前で会社員の男性（当時31歳）が所有する自家用車のスバル・インプレッサ（WRX STi・2代目前期型）を奪い、逃走を阻止しようとした男性を篠籠田の市道で振り落として逃走する事件が発生した。男性は発見時、後頭部を強く打って意識不明の重体、事件発生から6日後の2月28日に頸髄損傷で死亡が確認された。

## 捜査
千葉県警は強盗殺人未遂事件と見て柏警察署に捜査本部を設置。事件直後、青い自動車が2台走り去る姿が目撃されていることから、被害者がボンネットに乗ったところを振り落とされたと見て被害者のインプレッサの行方を追った。事件発生から2日後の2月24日に被害者のインプレッサのナンバーと同型の車両の写真を公開して情報提供を求めた。その後、被害者の死亡を受けて千葉県警捜査一課と柏警察署は容疑を強盗殺人に切り替えて事件の捜査を継続した。また、インプレッサが奪われる類似事件が多発していたため、関連事件と見て本事件と併せて捜査を開始した。
2013年（平成25年）12月7日、千葉県警捜査第一課と柏警察署は被害者のインプレッサを運転していた男X（当時29歳）を強盗殺人、共犯Y（当時34歳）とZ（当時22歳）を窃盗の容疑で逮捕した。逮捕にあたって、関連事件を捜査していくうちに自動車窃盗グループが浮上。その後、10月15日に埼玉県春日部市に別の自動車窃盗事件でZらを逮捕した際にXが被害者のインプレッサを運転していたと証言したため、Xが約50mにわたり急発進と急ブレーキを繰り返し、インプレッサのボンネットに乗り上げた被害者を振り落としたと見て逮捕に至った。なお、インプレッサは袖ケ浦市のヤード（自動車解体場）に運搬された後、解体されている。
2013年（平成25年）12月28日、千葉地検はXを強盗殺人、YとZを窃盗など、共犯2人を盗品等運搬の罪で起訴した。

## 刑事裁判

### 第一審・千葉地裁
2015年（平成27年）6月24日、千葉地裁（高橋康明裁判長）で裁判員裁判初公判が開かれ、罪状認否でXはインプレッサを盗んだことは認めたが、「盗んだ車を運転したのは自分ではない」と述べて強盗殺人罪を否認した。弁護側も「被告が運転していた客観的証拠はない」として強盗殺人罪について無罪を主張した。
2015年（平成27年）6月30日、論告求刑公判が開かれ、検察官はXに無期懲役を求刑、弁護人は懲役6年が妥当と主張して裁判が結審した。
2015年（平成27年）7月9日、千葉地裁（高橋康明裁判長）で判決公判が開かれ、裁判長は「被告が運転していたことが常識的にみて間違いないと認められるほどの証明はなされておらず、被告が車を運転していたかどうか合理的な疑いが残る」として強盗殺人罪は無罪とし、窃盗罪などでXに懲役6年の判決を言い渡した。7月17日、千葉地検は判決を不服として控訴した。

### 判決・破棄差戻し
2016年（平成28年）8月10日、東京高裁（藤井敏明裁判長）は「明らかな事実の誤認がある」として強盗殺人罪に関して無罪とした一審・千葉地裁の裁判員裁判判決を破棄、審理を千葉地裁に差し戻した。弁護人は判決を不服として上告した。
2017年（平成29年）3月8日、最高裁第三小法廷（岡部喜代子裁判長）は弁護人の上告を棄却する決定をしたため、Xの裁判が千葉地裁で再審理されることが確定した。

### 差し戻し審・千葉地裁
2019年（平成31年）1月28日、千葉地裁（坂田威一郎裁判長）で差し戻し審の裁判員裁判初公判が開かれ、罪状認否でXは「私は犯人ではありません」と改めて強盗殺人罪について否認した。冒頭陳述で検察官は現場にいた共犯2人の供述や、仲間の1人に身代わりになるよう証言協力を求める手紙を出していたことから「被告が運転していた」と指摘。また、ボンネットにしがみつく被害者を振り落とそうと、急発進や急ブレーキを繰り返したことから、殺意があったとし強盗殺人罪が成立すると主張した。一方、弁護人は、共謀してインプレッサを盗んだことを認めた上で、Xが運転していたとする共犯2人の供述は信用できず、現場での役割状況からインプレッサを運転したことを否定。「誰が運転していたにせよ殺意の有無を争う」と、強盗殺人罪について無罪を主張した。
2019年（平成31年）2月12日、差し戻し審論告求刑公判が開かれ、検察官はXに改めて無期懲役を求刑、弁護人は強盗殺人罪にはあたらないと主張して裁判が結審した。
2019年（平成31年）2月26日、千葉地裁（坂田威一郎裁判長）で差し戻し審の判決公判が開かれ、XがYに送った手紙の記載内容などから「車の運転者が被告人だったことが強く推認される」として強盗殺人罪の成立を認定し、Xに求刑通り無期懲役の判決を言い渡した。
判決では、インプレッサの運転者についてXとYが勾留中に手紙でやり取りした内容や当時のXとYの状況を基に検討。YがX宛てに手紙を送付した時、Yは初公判で起訴事実を認める一方、Xは強盗殺人罪で起訴後も黙秘していたことなどから「Yから身代わりになるように働きかける事情はなかった」と指摘。
その後、Yが公判でインプレッサの運転者がXであると供述したことに対し、Xは「私は散々自供はしないで下さいとお願いをしましたが、Y先輩は公判で自供し自分の事のみならず私の事まで供述し、これが時間の差があるにせよZと何の違いがあるのか私には分かりません」と記載した手紙を送付した後、犯人性を争うことから殺意の否認に転じる方針に変更し、検察官に対して自身がインプレッサの運転者であると自白したことはXとYの状況などを踏まえて信用性が高いとし、Xがインプレッサの運転者と判断した。
また、殺意の有無については、インプレッサを加速後に急制動をかけていたことから「ボンネットにしがみついている被害者を振り落とそうとしたものであり、人が死ぬという危険性を分かった上であえて行ったものと評価できる」として未必的な殺意を認定し、強盗殺人罪が成立すると結論付けた。
以上の内容を踏まえて量刑については「人の生命よりも逃走や盗品の確保を優先し、極めて身勝手で強い非難を免れない。不合理な弁解に終始し、反省は不十分」として無期懲役が相当とした理由を述べた。2月27日、Xは判決を不服として控訴した。

### 差し戻し控訴審・東京高裁
2020年（令和2年）2月13日、東京高裁（後藤真理子裁判長）はXがYに送った手紙の信用性の高さを追認した上でXが被害車両の取り返しを防ぐためにボンネットにいる被害者を急制動をかけて振り落とそうとした行為は「逮捕を免れて逃走するために、被害者が死ぬ危険性がありながらあえて行ったと認定でき、未必的な殺意が認められる」として一審・千葉地裁の無期懲役の判決を支持、弁護人の控訴を棄却した。

### 上告審・最高裁第一小法廷
2020年（令和2年）9月2日、最高裁第一小法廷（池上政幸裁判長）は弁護人の上告を棄却する決定をしたため、差し戻し審でXを無期懲役とした判決が確定した。

### Y、Zの裁判
2014年（平成26年）5月29日、千葉地裁（丹羽芳徳裁判官）で判決公判が開かれ、裁判官は「常習で職業的だ」としてYに懲役5年（求刑：懲役8年）の判決を言い渡した。Zも窃盗罪に問われYとともに懲役3年6月の有罪判決が確定している。